# Frontera entre Colombia y Costa Rica
La frontera entre Colombia y Costa Rica es un límite internacional marítimo que discurre por dos océanos, está definido por dos tratados, el tratado Facio-Fernández para la sección en el mar Caribe y el tratado Gutiérrez-Lloreda para la sección del océano Pacífico.
El tratado Facio-Fernández se firmó en San José el 17 de marzo de 1977 entre el embajador plenipotenciado de Colombia en Costa Rica, Heraclio Fernández Sandoval, y el ministro de relaciones exteriores de Costa Rica, Gonzalo Facio. Fue ratificado por el Congreso de la República de Colombia mediante la ley 8 de 1978. Aún no ha sido aprobado por la Asamblea Legislativa de Costa Rica. El límite en esta parte consiste de los siguientes tramos:
- Desde el punto de coordenadas 11°00′00″N 81°15′00″O / 11.00000, -81.25000 hasta el punto 10°49′00″N 81°26′14″O / 10.81667, -81.43722. Esta porción está en controversia ya que también se corresponde con un tramo del límite marítimo ya definido entre Costa Rica y Panamá.
- Desde el anterior punto se sigue por el paralelo hasta llegar a las coordenadas 10°49′00″N 82°14′00″O / 10.81667, -82.23333, punto desde donde la negociación del límite debería realizarse junto con Nicaragua.

El tratado Gutiérrez-Lloreda se firmó en Bogotá el 6 de abril de 1984 entre los ministros de relaciones exteriores de Costa Rica y Colombia, los doctores Carlos José Gutiérrez Gutiérrez y Rodrigo Lloreda Caicedo, respectivamente. Para su trazado se usó el principio de la línea media entre la isla colombiana de Malpelo y la isla costarricense del Coco. Fue ratificado por el Congreso de la República de Colombia mediante la ley n.º 54 de 1985. La frontera consta de 2 tramos:
- Desde el punto de coordenadas 05°00′00″N 84°19′00″O / 5.00000, -84.31667, donde termina el límite entre Colombia y Panamá, hasta el punto 03°32′00″N 84°19′00″O / 3.53333, -84.31667.
- A partir de este último, el límite sigue el borde las 200 millas náuticas generadas por la isla del Coco hasta el punto 03°03′00″N 84°46′00″O / 3.05000, -84.76667.